# Iglesia de la Merced (Panamá)
La Iglesia de Nuestra Señora de la Merced es un templo católico ubicado en el Casco Antiguo de la Ciudad de Panamá. Inicialmente se encontraba en  el primer emplazamiento de la ciudad, llamado hoy día Panamá Viejo.  Tras el ataque de los piratas y consecuente  destrucción de la ciudad, la fachada en piedra de este templo fue trasladada pieza por pieza a la nueva ciudad hacia el año 1680. En su atrio hay dos capillas: Una de la virgen de la Merced y la otra es un mausoleo. Igualmente esta iglesia es guardiana de una imagen de la Virgen de la Caridad del Cobre, venerada por los cubanos.

## Historia

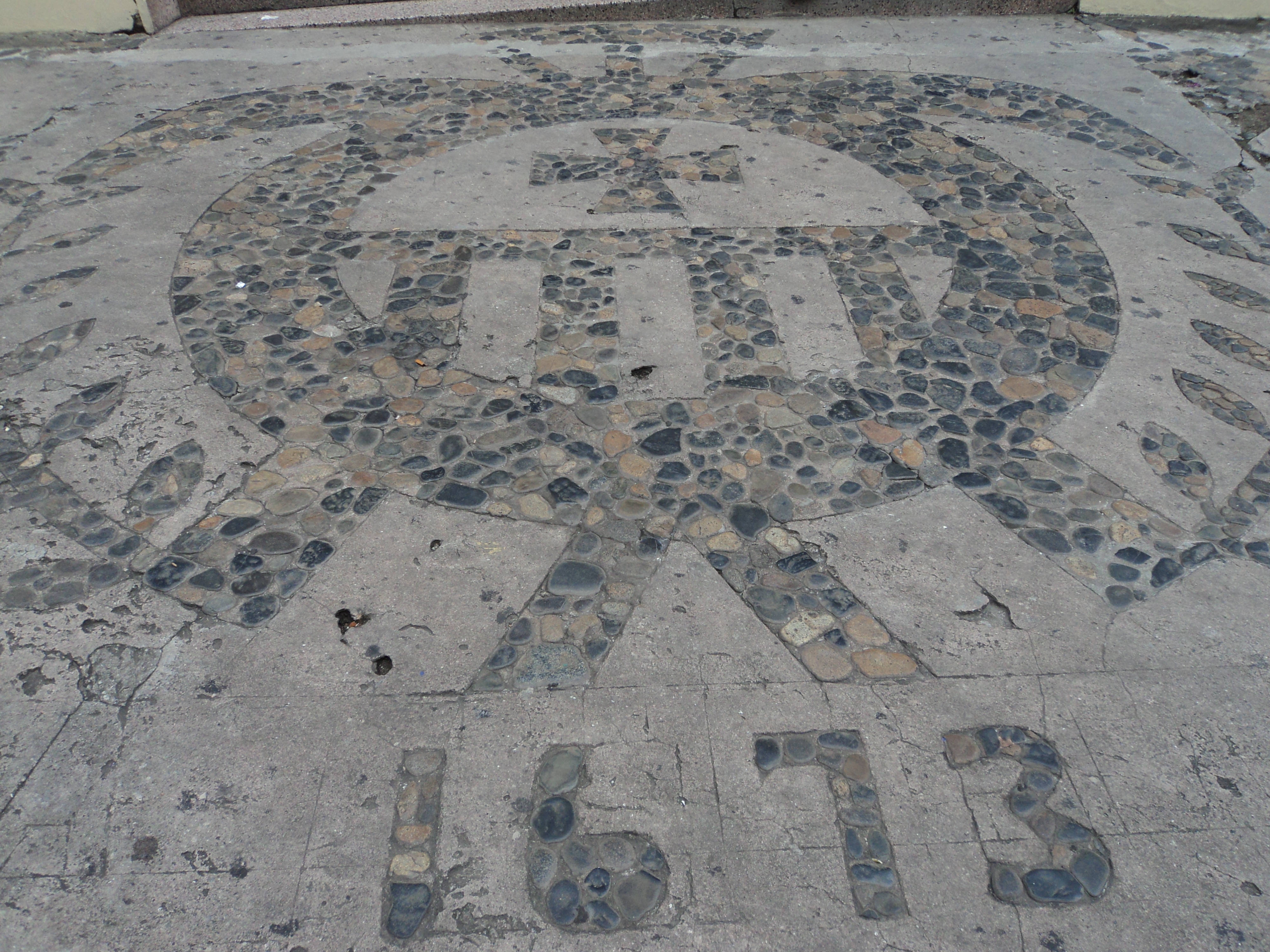
Inscripción de los mercedarios en 1673.

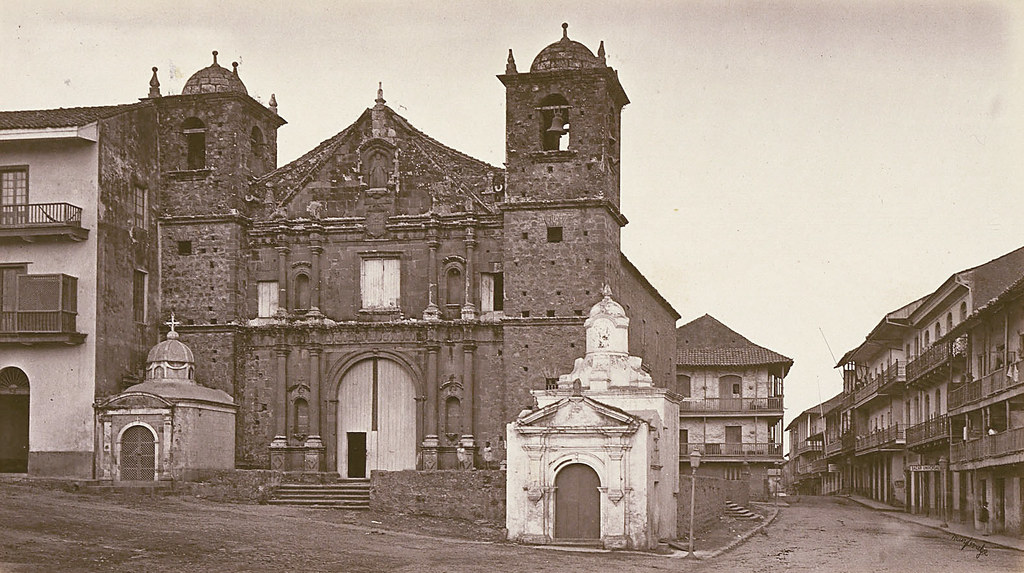
Iglesia de la Merced en 1875, foto tomada por Eadweard Muybridge.

Después del ataque de Henry Morgan a la antigua Ciudad de Panamá se trasladó a las faldas del cerro Ancón en 1673, sin embargo, los mercedarios abandonaron el viejo templo en 1675. El sitio designado para la iglesia se encontraba frente a la Puerta de Tierra, donde se accedía a la ciudad amurallada. Al principio se tuvo que usar material del antiguo templo, pero se quedaron sin fondos y construyeron una pequeña iglesia de madera con capacidad de 150 personas y dormitorios para los religiosos. La construcción de mampostería se realizó entre 1720 y 1732. La fachada principal se trajo piedra por piedra desde Panamá Viejo, tallada inicialmente en 1620.

## Arquitectura
El templo está compuesto por tres naves y su entrada principal  la constituye un arco flanqueado por dos columnas en ambos lados, los cuales están decorados por estrías verticales.  La iglesia posee un patio interno,  un excelente  museo de sitio  y una tienda  de  artículos religiosos bien completa.  En su capilla lateral derecha, que fue construida antes que la iglesia, se ofreció la misa  con la cual se inauguraba la nueva Ciudad de Panamá el 21 de enero de 1673.

## Actualidad
En el 2019, en el marco de la Jornada Mundial de la Juventud (JMJ) y la visita del Papa Francisco a Panamá, se inauguró el Museo de La Merced dentro de la iglesia. Este museo cuenta con más de 100 documentos históricos y religiosos de Panamá. Entre estos documentos figuran  actas de nacimiento, bautizos, matrimonios y defunciones de personalidades de la época y de civiles comunes. Entre los documentos de personalidades destacadas se encuentra el acta de bautizo del general Tomás Herrera,  el acta de matrimonio de Manuel Amador Guerrero y su esposa María Ossa de Amador y el acta de matrimonio del poeta Ricardo Miró y su esposa Isabel Grimaldo. Igualmente se pueden encontrar algunos objetos pertenecientes al clero de Panamá Viejo.
El Museo de la Merced tiene cinco espacios de exhibición distribuidos en dos plantas. En el patio interno del museo se encuentra uno de los pozos más antiguos de la ciudad con más de 200 años. También hay 5 campanas que fueron reemplazadas de la Iglesia Nuestra Señora de La Merced y la Iglesia de San Francisco de Asís. Visitar el museo demora alrededor de una hora. No hay costo de entrada pero se piden donaciones.
Desde 2016 la iglesia cuenta con un nuevo órgano construido por Taller de Organería Joaquín Lois Cabello. Órgano inspirado en los instrumentos barrocos hispanos con concesiones al órgano moderno.

## Galería

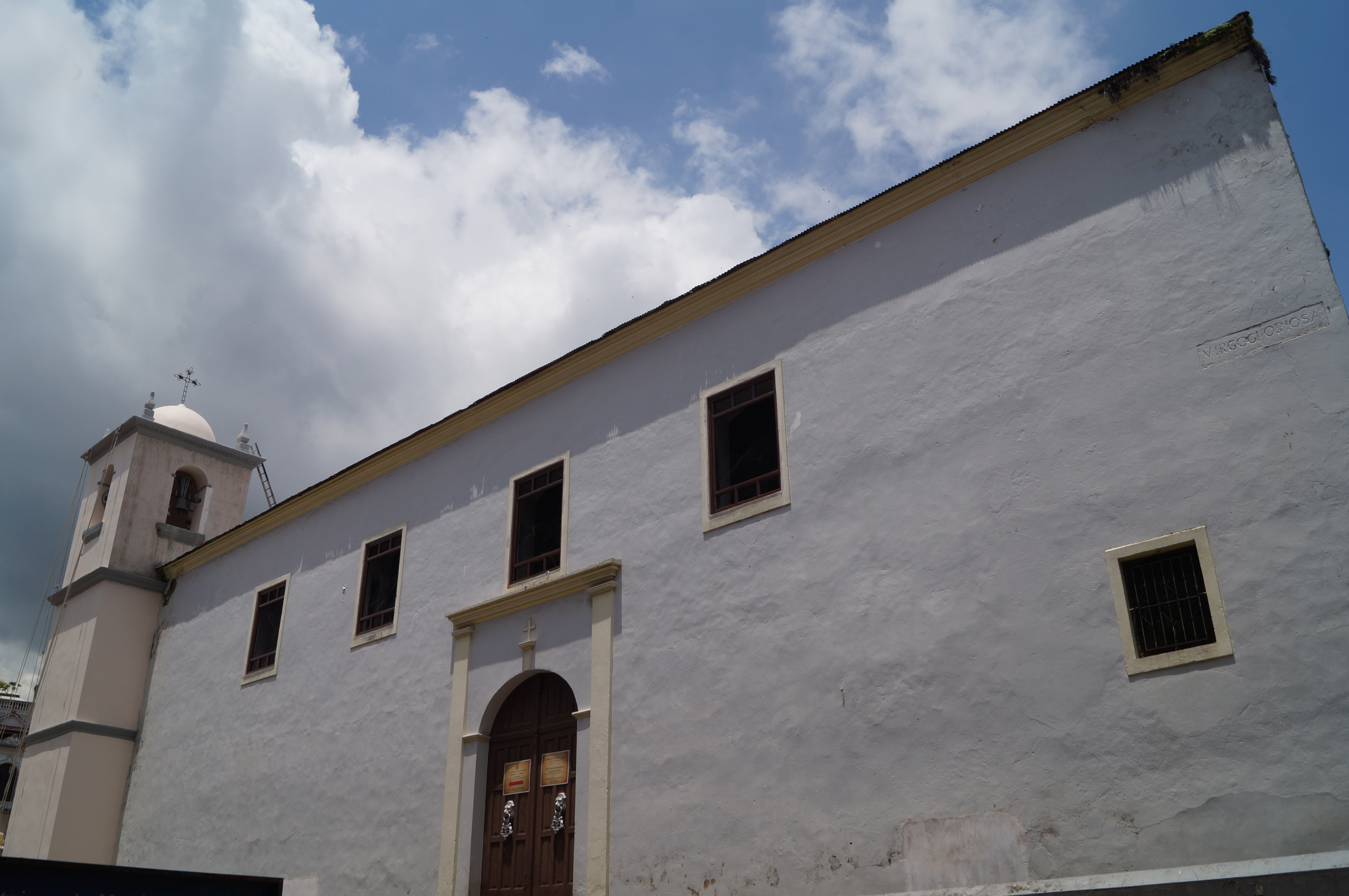
Vista sur del templo.
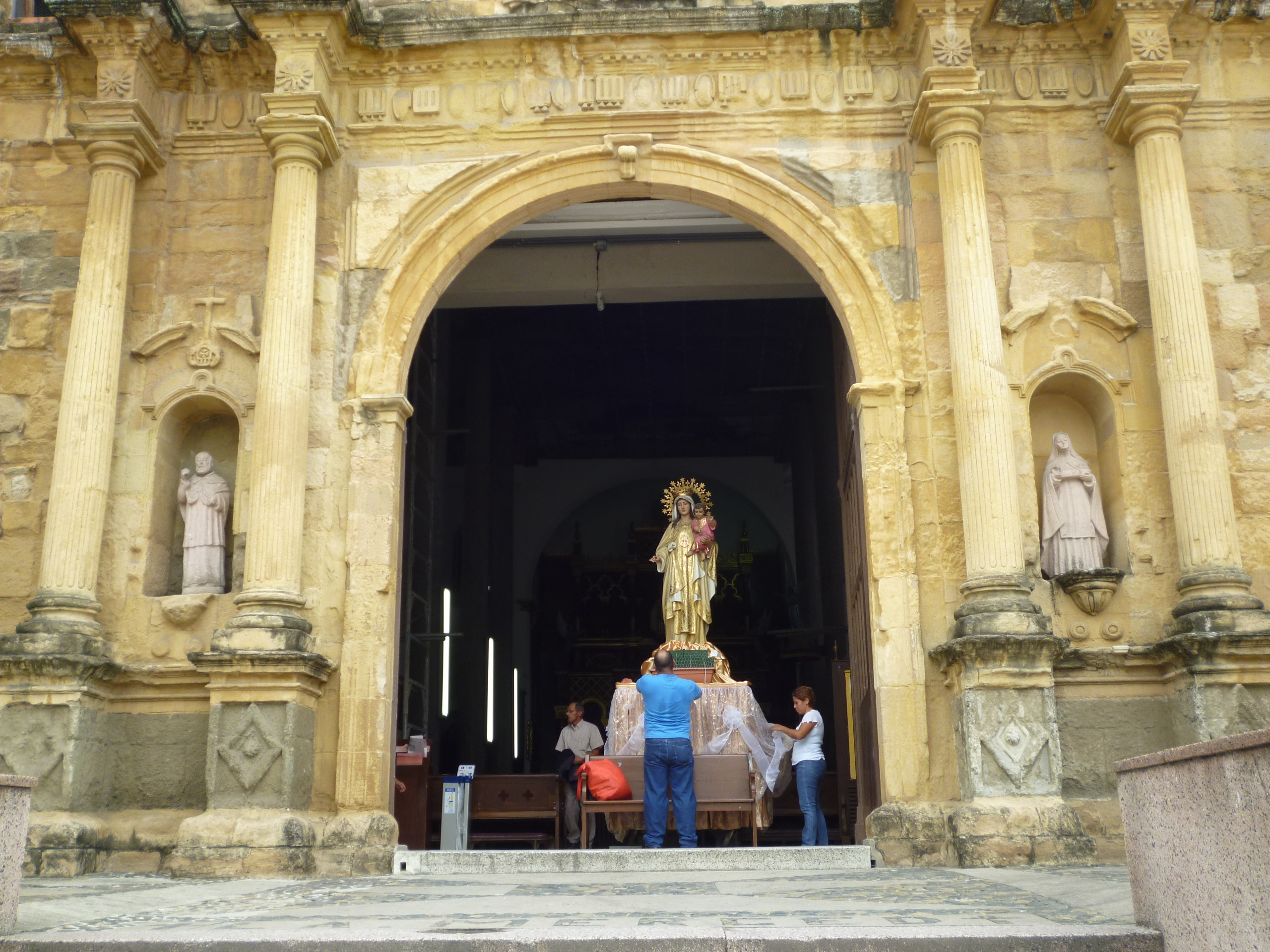
Imagen de Nuestra Señora de la Merced.
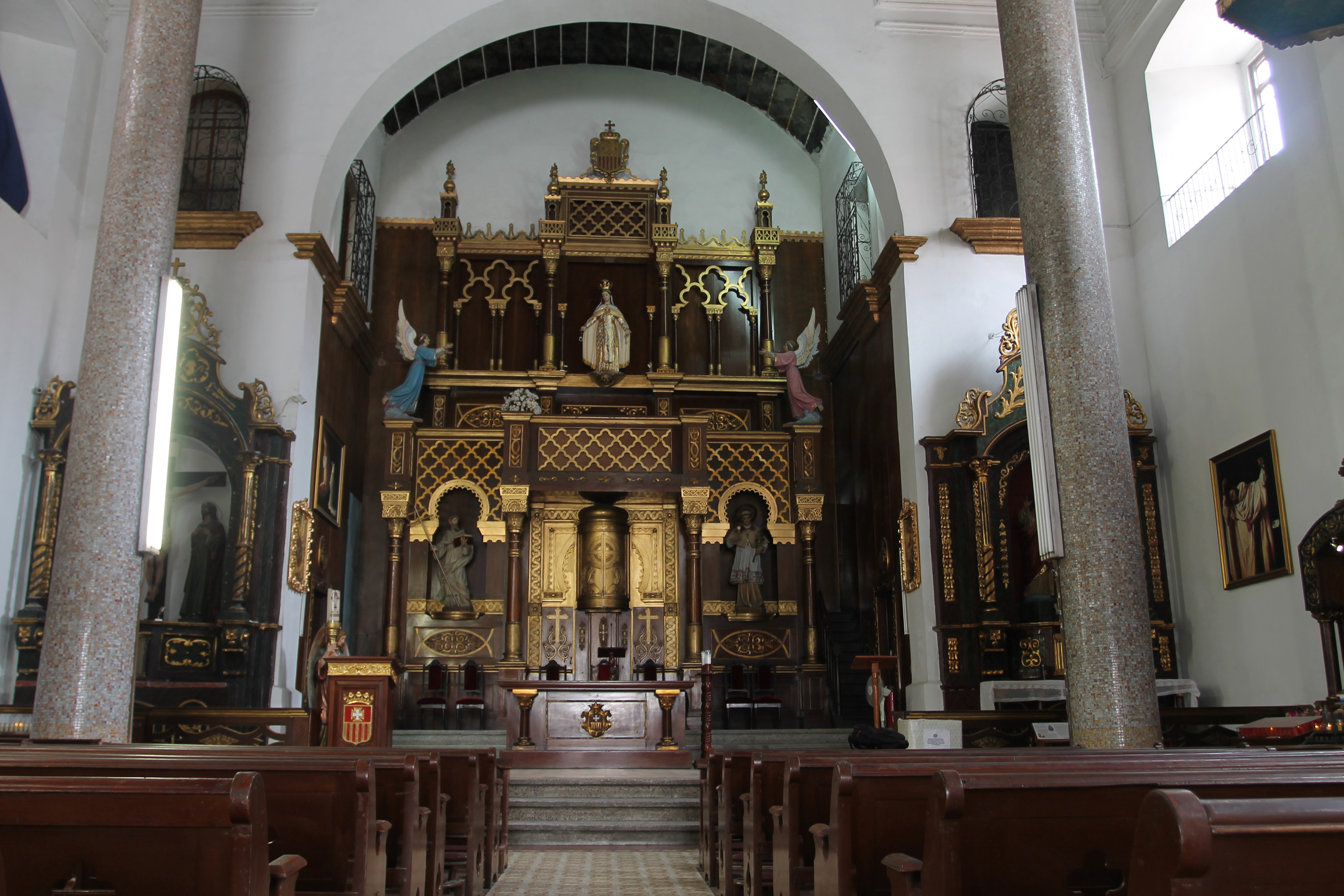
Vista interior.
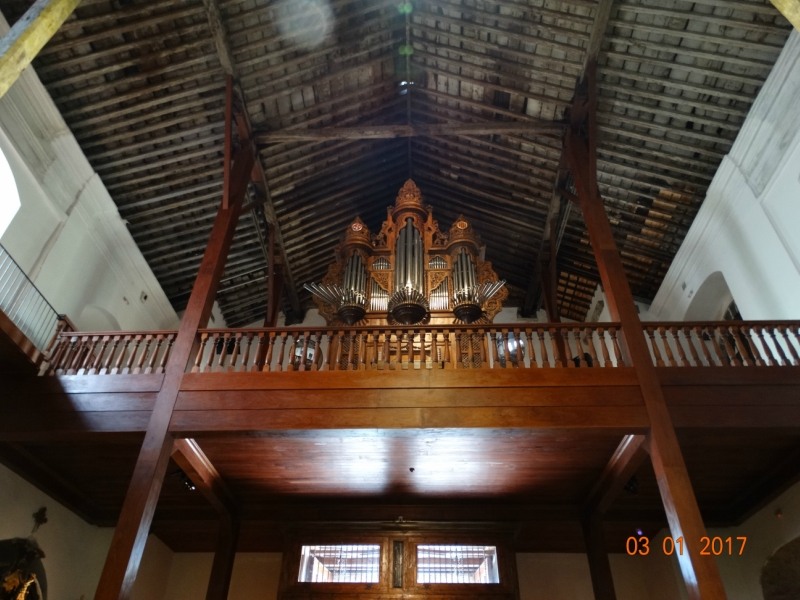
Órgano.
Detalle de Nuestra Señora de la Merced en la fachada.